# Ghawgha Taban
Ghawgha Taban (Afganistán) es una cantante y compositora afgana.

## Trayectoria
Creció entre Afganistán e Irán. En 2016, comenzó a dedicarse profesionalmente a la música. Mientras estudiaba Derecho, se embarcó en un viaje musical por países donde cantar estaba prohibido por ley. En 2018, durante las negociaciones de paz en Doha, compartió sus canciones en las redes sociales, atrayendo la atención mundial. Su música caló especialmente en las regiones de habla persa, lo que repercutió en que afganos e iraníes que cantaran, bailaran y compartieran su música.
Las letras de sus canciones denuncian el sufrimiento social por los conflictos y la situación de las niñas y mujeres en Afganistán. En 2019, musicó el poema I Kiss You Amid the Taliban de Ramin Mazhar en el que celebraba las libertades ganadas por la nueva generación en Afganistán antes de la toma del poder por los talibanes en 2021. También lanzó "Tabassum" dedicada a los niños que han presenciado la guerra. Algunos de sus temas se han convertido en himnos por la resistencia contra los talibanes.
Tras la ofensiva talibana de 2021, se trasladó a una residencia para artistas en situación de riesgo Noruega, en el marco del programa ICORN. En 2023, actuó en la ceremonia de entrega del Premio Nobel de la Paz.

## Reconocimientos
En 2021 fue elegida como una de las 100 mujeres más inspiradoras por la BBC.